# Pico de gallo

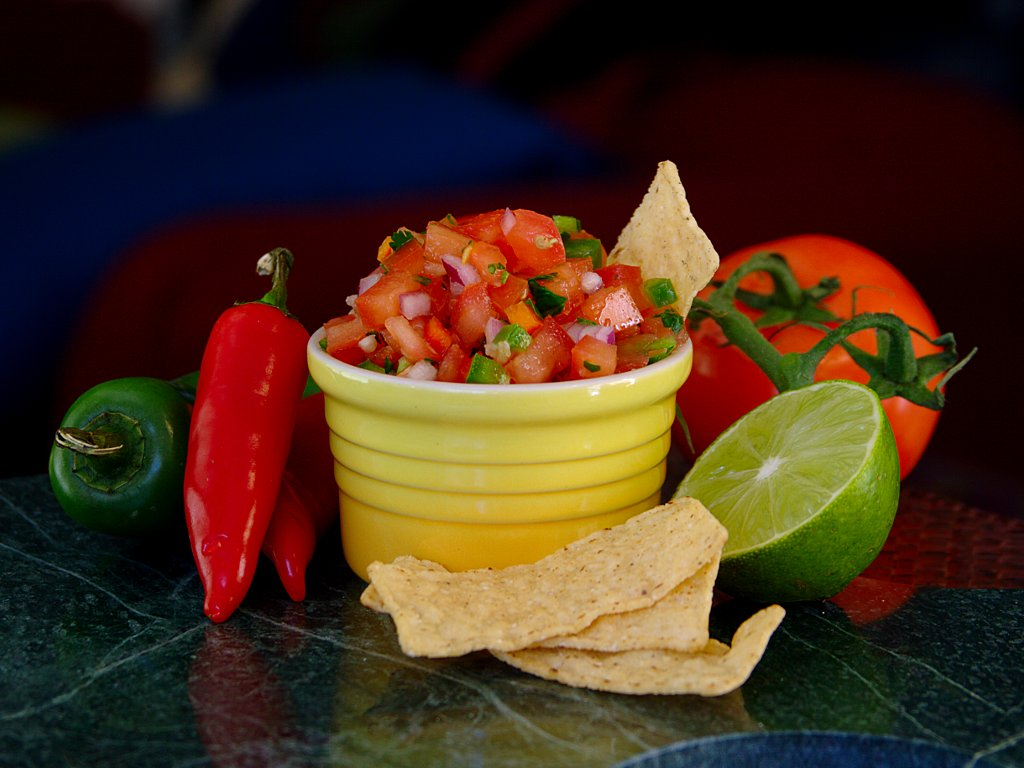
Pico de gallo

Pico de gallo [ˈpiko ðeˈɡaʎo] (spanisch für „Hahnenschnabel“) ist  eine typische Salsa aus der mexikanischen Küche. Sie besteht aus gehackten Tomaten, Zwiebeln und Chilis (typischerweise Serranos oder Jalapeños). Es können aber auch andere Zutaten beigefügt sein, wie Limetten- oder Zitronensaft, Korianderblätter, Avocado, Gurke und Radieschen. 
In einigen Regionen Mexikos bezeichnet der Name Pico de gallo auch einen mit Limettensaft und einem salzigen Chilipulver gewürzten Obstsalat, während die Salsa dort eher Salsa picada („gehackte Sauce“) genannt wird oder auch Salsa Mexicana, weil sie die Farben der mexikanischen Flagge Rot (Tomate), Weiß (Zwiebel) und Grün (Paprika) enthält.
Pico de gallo kann wie andere mexikanische Salsas oder indische Chutneys verwendet werden, kommt aber auf Grund der dicken Konsistenz auch als Hauptzutat in Gerichten wie Tacos und Fajitas vor.

## Herkunft des Namens
Der Ursprung des Namens „Hahnenschnabel“ könnte in der schnabelartigen Form und der roten Farbe der Chilischoten liegen, die man zur Herstellung des Pico de gallo benötigt. Eine andere Erklärung ist, dass sich nach dem Verzehr der sehr scharfen Chilis die Zunge so anfühlt, als hätte ein Hahn auf ihr herumgepickt. Nach einer anderen Ansicht rührt der Name daher, dass die Salsa ursprünglich mit Daumen und Zeigefinger gegessen wurde und dieser Vorgang dem Picken eines Hahns ähnelt.
Eine weitere plausible Erklärung geht davon aus, dass pico von dem Verb picar stammt, das zwei Bedeutungen hat: 1. „hacken“  und 2. „beißen“ oder „stechen“. Der Hahn, gallo auf Spanisch, ist hingegen eine verbreitete Metapher für den männlichen Macho in der mexikanischen Kultur. Ein typisches Macho-Thema ist der Stolz darauf, die Schärfe (picante) von Chilis aushalten zu können. 
Problematisch an diesen Theorien ist, dass sie von der Verwendung scharfer Chilis ausgehen. In vielen Regionen Mexikos bezieht sich der Name Pico de gallo jedoch auf eine Vielzahl von Salaten, Würzmitteln oder Füllungen aus süßen Früchten, Tomaten, Tomatillos oder milden Chilis, nicht aber unbedingt mit scharfen Chilis oder überhaupt mit Chilis. Aus diesem Grunde könnte der Name auch lediglich eine Anspielung auf die vogelfutterartige („gehackte“) Konsistenz der Sauce sein. 